# Marc Laménie
Marc Laménie, né le 11 juillet 1956 à Givet, est un homme politique français, membre du Groupe Les Indépendants – République et territoires.

## Biographie

### Famille et formation
Marc Laménie est né le 11 juillet 1956 à Givet. Il est fils de cheminot.
Il est marié à Armelle Lequeux, première adjointe de Boris Ravignon à Charleville-Mézières et suppléante du député Lionel Vuibert. Il est chargé d'études puis assistant parlementaire.

### Carrière politique

#### Au niveau local
Il est adjoint au maire de Givet.
Élu conseiller général du canton de Tourteron en 1998 et le reste jusqu'à la suppression du canton en 2017.
Maire de Neuville-Day entre 2001 à 2017, il démissionne de l'exécutif en juin 2017 en raison du non-cumul des mandats mais reste conseiller municipal.

#### Au Sénat
Élu à la suite de la démission de Maurice Blin en 2007, il élu sénateur des Ardennes lors de l'élection sénatoriale partielle qui suit. Contrairement à son prédécesseur, il décide de siéger dans le groupe UMP puis dans le groupe Les Républicains.
Il soutient François Fillon pour la primaire présidentielle des Républicains de 2016 mais, le 2 mars 2017, dans le cadre de l'affaire Fillon, il lâche le candidat LR à l'élection présidentielle.
Il est actuellement secrétaire de la commission des finances, rapporteur thématique du budget "Anciens combattants, mémoire et liens avec la Nation" et vice-président de la délégation aux droits des femmes et à l’égalité des chances entre les hommes et les femmes.
En septembre 2024, il quitte le groupe Les Républicains pour rejoindre le groupe Les Indépendants – République et territoires présidé par Claude Malhuret, il adhère par la suite au parti Horizons. Il avait déjà soutenu le candidat Ensemble pour la République, et non la candidate LR, Lionel Vuibert dans la 1ère circonscription des Ardennes lors des élections législatives de 2024 ainsi que la liste Besoin d'Europe lors des élections européennes.

## Synthèse des résultats électoraux

### Élections sénatoriales
| Année | Parti | Parti | Circonscription | 1er tour | 1er tour | 1er tour | 2d tour | 2d tour | 2d tour |
| Année | Parti | Parti | Circonscription | Voix     | %        | Rang     | Voix    | %       | Issue   |
| ----- | ----- | ----- | --------------- | -------- | -------- | -------- | ------- | ------- | ------- |
| 2007  |       | UMP   | Ardennes        | 201      | 30,3     | 1er      | 501     | 55,9    | Élu     |
| 2008  | 442   | UMP   | Ardennes        | 47,48    | 1er      | 541      | 57,98   | Élu     |         |
| 2014  | 547   | UMP   | Ardennes        | 58,69    | 1er      |          |         | Élu     |         |
| 2020  | LR    | 431   | Ardennes        | 46,39    | 1er      | 517      | 55,65   | Élu     |         |

### Élections cantonales
| Année | Parti | Parti | Circonscription | 1er tour | 1er tour | 1er tour | 2d tour | 2d tour | 2d tour |
| Année | Parti | Parti | Circonscription | Voix     | %        | Rang     | Voix    | %       | Issue   |
| ----- | ----- | ----- | --------------- | -------- | -------- | -------- | ------- | ------- | ------- |
| 1998  |       | UDF   | Tourteron       | 201      | 30,3     | 1er      | 501     | 55,9    | Élu     |
| 2004  |       | UMP   | Tourteron       | 398      | 53,14    | 1er      |         |         | Élu     |
| 2011  | 337   | UMP   | Tourteron       | 52,82    | 1er      |          |         | Élu     |         |

### Articles de presse
- « Ardennes », Le Monde,‎ 23 septembre 2008 (lire en ligne).
- Jean-Florent Kembakou, « Ardennes : la droite résiste », Le Monde,‎ 21 mars 2011 (lire en ligne).
- « Réserve parlementaire : le catalogue des subsides », Le Monde,‎ 10 juillet 2013 (lire en ligne).